# Болдок, Джордж
Джордж Бо́лдок (англ. George Baldock; греч. Τζωρτζ Μπάλντοκ; 9 марта 1993, Бакингем, Англия — 9 октября 2024, Афины, Греция) — греческий и английский футболист, правый защитник. Выступал за сборную Греции.

## Футбольная карьера
Воспитанник клуба «Милтон-Кинс Донс». Его старший брат, Сэм Болдок, также является воспитанником «МК Донс».
В основном составе «Донс» Джордж дебютировал 8 мая 2010 года в матче Лиги 1 против «Брайтон энд Хоув Альбион», завершившемся вничью со счётом 0:0. 7 мая 2011 года впервые вышел в стартовом составе «МК Донс» в матче против «Олдем Атлетик».
30 октября 2011 года отправился в аренду в клуб «Нортгемптон Таун» сроком на один месяц. В марте 2012 года перешёл на правах аренды в «Тамуэрт». Дебютировал за клуб 24 марта 2012 года в матче против «Гейтсхеда».
3 мая 2012 года отправился в аренду в исландский клуб «Вестманнаэйяр». Три дня спустя дебютировал за клуб в матче высшего дивизиона чемпионата Исландии против «Сельфосса». 20 июня 2012 года забил свой первый гол за исландский клуб в матче против «Гриндавика». 5 июля Болдок дебютировал в еврокубках, выйдя в стартовом составе «Вестманнаэйяра» на матч первого отборочного раунда Лиги Европы против ирландского клуба «Сент-Патрикс Атлетик». Болдок выступал в исландском клубе до конца августа 2012 года.
В сентябре 2012 года Болдок вновь перешёл в «Тамуорт» на правах аренды. Выступал за команду до конца года, после чего вернулся в «Милтон Кинс Донс».
26 августа 2014 года Болдок принял участие в памятном матче Кубка Футбольной лиги против «Манчестер Юнайтед», в котором «Донс» сенсационно обыграл команду Луи ван Гала со счётом 4:0.
В феврале 2015 года Болдок отправился в аренду в «Оксфорд Юнайтед». Летом 2015 года клуб продлил его аренду на сезон 2015/16. Стал одним из ключевых игроков «Оксфорда» в сезоне и был включён в состав символической «команды годы» в Лиге 2.
28 января 2016 года защитник был отозван из аренды своим клубом. К концу сезона 2015/16 Болдок стал основным правым защитником «МК Донс» и получил награду лучшему молодому игроку клуба в сезоне. 29 июля 2016 года Джордж продлил контракт с клубом до 2018 года. 26 ноября 2016 года Болдок провёл свой 100-й матч за «Донс» (это была игра против «Ковентри Сити»).
13 июня 2017 года Болдок перешёл в «Шеффилд Юнайтед», который квалифицировался в Чемпионшип, подписав с клубом трёхлетний контракт. 12 сентября 2017 года дебютировал за «клинков» в матче Чемпионшипа против «Болтон Уондерерс». 26 декабря 2017 года Джордж забил свой первый гол за «Юнайтед» в матче против «Сандерленда».
В сезоне 2018/19 помог «клинкам» занять второе место в Чемпионшипе, обеспечив возвращение в Премьер-лигу после 12-летнего отсутствия.
9 октября 2024 года тело футболиста обнаружили в бассейне его дома в Афинах. Согласно официальным сообщениям, Болдок утонул.

## Достижения
Шеффилд Юнайтед
- Второе место в Чемпионшипе: 2018/19[23]

Личные достижения
- Лучший игрок года в академии «Милтон-Кинс Донс»: 2010/11
- Молодой игрок года в «Милтон-Кинс Донс»: 2015/16
- Член «команды года» по версии ПФА: 2015/16